# József Szendrei
József Szendrey (Karcag, 25 de abril de 1954) é um ex-futebolista húngaro que atuou pela seleção de seu país na Copa do Mundo de 1986.